# تخت سلیمان (مازندران)

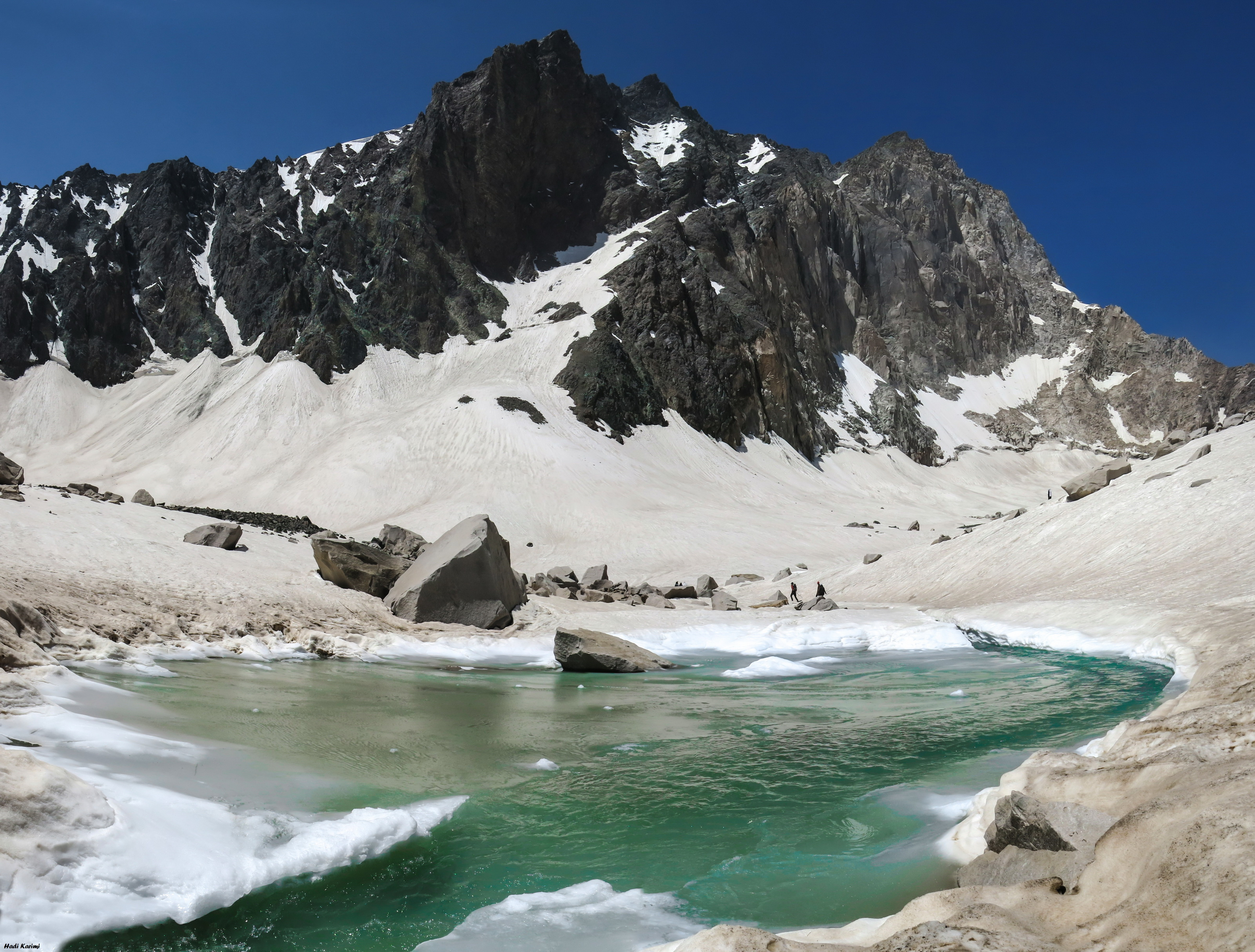
چشم‌انداز علم کوه بلندترین قله در کوه‌های تخت سلیمان

منطقهٔ تخت سلیمان، ناحیه‌ای کوهستانی در ارتفاعات دور کلارستاق است که در استان مازندران قرار دارد و با مساحتی بالغ بر ۴۰۷۷ هکتار طی مصوبه شماره ۲۲۲ شورای عالی حفاظت محیط زیست در تاریخ ۱۳۸۱/۳/۲۱ به مجموعه مناطق تحت مدیریت سازمان حفاظت محیط زیست پیوست و ثبت ملی شد. این منطقه بخشی از رشته کوه البرز است و مشتمل بر ۴۵ قله اصلی است که مرتفع‌ترین آن‌ها با ارتفاع ۴۸۵۰ علم کوه نام دارد که دومین قلهٔ بلند ایران است.

## نامگذاری
در خصوص ریشه نام این منطقه روایات مختلفی ذکر شده‌است که غالب آن منسوب به دوران زندگی سلیمان می‌باشد. این افسانه‌ها بیشتر به علت وجود الوارهایی که در بالای قله وجود دارند به وجود آمده‌اند.
- صنیع الدوله در کتاب مرآت البلدان این خصوص می‌نویسد:[۱] «... در تنکابن کوهی است مشهور به تخت سلیمان که صعود به قله آن سواره متعذر و برای پیاده‌رو در وسط تابستان ممکن ولی متغیر است. درقلهٔ کوه بطور شیروانی از چوب عمارتی است که جای دو نفر می‌شود. مشهور است که حضرت سلیمان بالای این کوه آمده‌است. در زیر شیروانی مستور از سنگ، شکلی است شبیه مار، سکنه گویند این مار را حضرت سلیمان سنگ کرده‌است...»
- بنابر یکی از روایت‌های محلی که نسل به نسل در بین اهالی منطقه منتقل شده، سلیمان به خواستگاری بلقیس رفت. بلقیس از سلیمان خواست برای شب زفاف، حجله‌گاهی در مکانی که از همه نقاط بلندتر و سردتر باشد محیا کند. سلیمان همه جانوران را مأمور کرد که به جستجوی سردترین نقطه بروند. شب هنگام همه جانوران جز هدهد بازگشتند و خبر دادند که نتوانستند بلندترین و سردترین نقطه را بیابند. آن شب از هدهد خبری نشد و روز بعد، هدهد ساعتی بعد از طلوع خورشید مراجعت کرد و خبر آورد که: «به مکانی برخورده که از همه‌جا بلندتر و سردتر که از سرما بال‌هایم یخ بست. ناچار آن شب را با مرارت در آنجا بسر بردم و پس از تابش آفتاب و باز شدن یخ‌های بال‌هایم خود را به اینجا رساندم.» سلیمان دستور داد در آنجا قصری بنا کردند و شب زفاف را با بلقیس در آنجا بسر برد.[۲]

- ادعای پیدا شدن بقایای کشتی نوح (ع) در ایران:

به گزارش ایسنا به نقل از «سان» محققان موسسه باستان‌شناسی، جست‌وجو و کاوش کتاب مقدس مدعی شدند که شواهد بسیار قوی وجود دارد که بر اساس آن بقایای کشتی حضرت نوح در بالای کوه تخت سلیمان در شمال ایران قرار دارد.

## جغرافیا
منطقه تخت سلیمان، از شمال به سواحل دریای خزر، از شرق به دره رود چالوس، از غرب به دره سه هزار تنکابن و از جنوب و جنوب غربی به دره‌های طالقان و الموت منتهی می‌گردد. این منطقه، حدود ۲۰۰ قله با ارتفاع بیش از ۴۰۰۰ متر را در خود جای داده است.